# Resolução 27 do Conselho de Segurança das Nações Unidas
Resolução 27 do Conselho de Segurança das Nações Unidas, aprovada em 1 de agosto de 1947, pediu a oposição dos Países Baixos e republicanos da Indonésia na Revolução Nacional da Indonésia para abaixar as armas e permitir uma mediação pacífica do conflito.
Nenhum voto foi feito sobre o projeto da resolução como um todo, apenas em partes.